# Jean Giraud
Jean Henri Gaston Giraud (Nogent-sur-Marne, 8 mei 1938 – Montrouge, 10 maart 2012) was een Franse striptekenaar. Hij tekende onder andere Blueberry, Silver Surfer, De Incal, De wereld van Edena en Arzak. Giraud tekende ook onder het pseudoniem Moebius.
Giraud beschikte over een uitzonderlijk tekentalent. Hij kon zonder enige moeite twee totaal van elkaar verschillende tekenstijlen hanteren. Als ‘Giraud’ maakte hij een realistische westernstrip getiteld 'Blueberry’. Als 'Moebius' liet hij een andere, spirituele en fantasiekant van zichzelf zien. 

## Leven
Giraud groeide vanaf zijn derde op bij zijn grootouders in Fontenay-sous-Bois na de scheiding van zijn ouders. Op 12- à 13-jarige leeftijd begon hij cowboys en indianen te tekenen en op zijn 15e verkocht hij een strip aan Marijac.
In 1956 publiceerde hij voor het eerst en van 1963 tot 1964 was hij medewerker van Hari Kiri, een maandelijks satirisch tijdschrift, onder zijn pseudoniem Mœbius. Hij was in 1974 een van de oprichters van uitgeverij Les Humanoïdes Associés.
Onder de naam Giraud publiceerde hij niet-experimenteel werk, terwijl hij onder de naam Moebius de grenzen van het medium onderzocht. Als Moebius werkte hij veel samen met scenarist Alejandro Jodorowsky (Jodo). Veel van zijn Moebius-strips zijn psychedelisch, sciencefiction of maatschappijkritisch. Grafisch vallen deze strips op vanwege de exorbitante afbeeldingen en decors. Met name vanwege dat laatste grafische aspect werd hij na de Incal-reeks als veelgevraagd beeldend kunstenaar actief in de filmwereld voor filmdecors. Hij verleende zijn diensten aan films als Alien, Tron, Willow, The Abyss en The Fifth Element.
Giraud overleed op 73-jarige leeftijd, na geruime tijd ziek te zijn geweest.

### Als Jean Giraud
- Stripalbums & series
  - Blueberry (29 albums, 1965–2007), tekeningen (alle delen), (mede-)schrijver delen 24–29 (scenario delen 1–24: Jean-Michel Charlier)
  - De jonge jaren van Blueberry (3 albums, 1977-1979), tekeningen delen 1-3, (scenario Jean-Michel Charlier)
  - Jason Muller (one-shot, 1975), mede-schrijver (tekenaar: Claude Auclair)
  - Jim Cutlass (7 albums, 1979–1999), tekenaar van deel 1, (scenario Jean-Michel Charlier), schrijver van albums 2–7 (tekenaar: Christian Rossi)
  - De boerderij der dieren (one-shot, 1985), scenario (tekenaar: Marc Bati)
  - Altor (7 albums, 1986–2003), scenario (tekenaar: Marc Bati)
  - Marshal Blueberry (3 albums, 1991–2000), scenario (tekenaar delen 1–2: William Vance, tekenaar deel 3: Michel Rouge)
  - XIII 18: "De Ierse versie", tekeningen (scenario: Jean van Hamme)

### Als Moebius
- albums & series
  - De erectomaan (1982), tekeningen en scenario
  - Arzach (1976), scenario en tekeningen
  - The Long Tomorrow (1976/1990), tekeningen (scenario: Dan O'Bannon)
  - Is mens lekker? (1 album, 1977), tekeningen en scenario
  - De hermetische Garage (1976–1980), tekeningen en scenario
  - De ogen van de kat (1992), tekeningen, (scenario: Alejandro Jodorowsky)
  - Mensendoder (1988), tekeningen en scenario
  - De Incal (6 albums, 1981–1988), tekeningen (schrijver: Alejandro Jodorowsky)
  - De wereld van Edena (6 delen, 1985–2001), tekeningen en scenario
  - Silver Surfer (2 albums, 1988), tekeningen (scenario: Stan Lee)
  - Tussenlanding op Pharagonescia (1989), tekeningen en scenario
  - De wereld van de hermetische garage (2 albums, 1991-1992), tekeningen en scenario
  - De vakantie van de majoor (1991), tekeningen en scenario
  - Het gekroonde hart (3 albums, 1993-2000), tekeningen (scenario: Alejandro Jodorowsky)
  - Little Nemo (2 albums, 1994-1995), scenario (tekeningen: Bruno Marchand)
  - De man van Cigur (2017), tekeningen en scenario
  - Na de Incal (1 album, 2001), tekeningen (scenario: Alejandro Jodorowsky)
  - Inside Moebius (6 albums, 2004–2010), tekeningen en scenario
  - Icare (1 album, 20005, scenario (tekeningen: Jirô Taniguchi)
  - Landmeter (2012), tekeningen en scenario

- Bibsys: 90117067
- Biblioteca Nacional de España: XX1088161
- Bibliothèque nationale de France: cb119050660 (data)
- Catàleg d'autoritats de noms i títols de Catalunya: 981058513907106706
- CiNii: DA1486712X
- Gemeinsame Normdatei: 119086123
- International Standard Name Identifier: 0000 0001 2148 8816
- Library of Congress Control Number: n82074064
- Nationale Bibliotheek van Letland: 000016550
- MusicBrainz: c2edb6b6-4613-4297-a86a-884e5273b5e7
- Bibliotheek van het Japanse parlement: 00450256
- Nationale Bibliotheek van Tsjechië: mzk2006368413
- Nationale bibliotheek van Australië: 36518975
- Nationale Bibliotheek van Israël: 987007265569805171
- Nationale Bibliotheek van Polen: a0000001602212
- Nationale en Universitaire bibliotheek Zagreb: 000346630
- Nederlandse Thesaurus van Auteursnamen: 068914148
- RKD-Nederlands Instituut voor Kunstgeschiedenis: 282955
- Istituto Centrale per il Catalogo Unico: CFIV023044
- LIBRIS: 332064
- SNAC: w68w4123
- Système universitaire de documentation: 027032817
- Trove: 1268940
- Union List of Artist Names: 500339595
- Virtual International Authority File: 118729042
- WorldCat: E39PCjy7RcqmFtX4PrdDYDD3Xq